# 会いたかった 〜向井亜紀・代理母出産という選択〜
会いたかった 〜向井亜紀・代理母出産という選択〜（あいたかった むかいあきだいりぼしゅっさんというせんたく）は向井亜紀によるノンフィクション及びそれを原作としてフジテレビ系列で2007年3月2日21時00分 - 22時52分(JST)に放送された金曜プレステージ枠のテレビドラマ。子宮頸癌を乗り越え、代理母出産という道を選んだ「向井亜紀」とその夫「高田延彦」の苦難、そして苦難を乗り越えた感動のドラマである。
2002年3月8日には『16週 〜あなたといた幸せな時間〜』が放送されており（主演は同じく松下由樹。高田役は加勢大周）、その続編にあたる。

## 出演者
- 向井亜紀 : 松下由樹
- 高田延彦 : 沢村一樹
- 鷲見侑紀 : あめくみちこ
- 小島医師 : 渡辺いっけい
- 篠原看護師:円城寺あや
- 高田の母 : りりィ
- 亜紀の母 : 長山藍子

## スタッフ
- 脚本 : 旺季志ずか
- 企画 : 和田行、中村百合子
- プロデューサー : 伊賀宣子
- 演出 : 高丸雅隆

## その他
- 番組最後に向井亜紀本人が出演。コメントを寄せている。
- 品川庄司の庄司智春が出演している。